# Колокольчик широколистный
Колоко́льчик широколи́стный (лат. Campánula latifólia) — типовой вид рода Колокольчик семейства Колокольчиковые.

## Ботаническое описание
Колокольчик широколистный — многолетнее травянистое растение 60—120 см в высоту с мощным корневищем и веретенообразными утолщёнными боковыми корнями.
Стебель голый, цилиндрический, кверху слегка тупо-угловатый.
Листья продолговато-яйцевидные, неравногородчато-зубчатые, заострённые, тонкие, на обеих сторонах с редким мягким пушком; нижние — суженные в крылатый черешок, слегка сердцевидные, верхние — сидячие, ланцетные.
Соцветия кистевидные. Цветки крупные, фиолетового цвета (реже белые), с яйцевидно-ланцетными чашелистиками, в пазухах листьев, прямостоячие; чашечка большей частью голая; цветоножки с двумя прицветниками пониже середины.
Плод — коробочка с тремя порами у основания. Семена светло-коричневого цвета, яйцевидные, несколько уплощённые.

## Распространение
Растение встречается в Европе, Закавказье, Малой Азии, на Алтае и Гималаях.

## Значение и применение
Колокольчик широколистный используется в цветоводстве как декоративное растение для групповых посадок. Используется также для составления букетов.
В листьях и корнях колокольчика широколистного содержится углевод инулин. Листья и корни съедобны. Рекомендуется брать корень двулетних растений, так как более старые корни тверды и негодны в пищу.
По наблюдениям в Кабардино-Балкарии поедается западнокавказским туром (Capra caucasica).
Продуктивность нектара одним цветком за сутки 1,1 мг, растением 6,2 мг. Цветков на одном цветоносном побеге 5,8 шт. В нектаре содержится 54,7% сахара. Продуктивность сахара в сутки одним цветком 0,6 мг, растением 3,4 мг. Продуктивность мёда цветком 0,7 мг, растением 4,3 мг. Продуктивность пыльцы пыльником 4,8 мг, растением 138,2 мг.

## Классификация

### Таксономия
Campanula latifolia L., 1753, Sp. Pl. : 165
Вид Колокольчик широколистный относится к роду Колокольчик (Campanula) семейства Колокольчиковые (Campanulaceae) порядка Астроцветные (Asterales). Кладограмма в соответствии с Системой APG IV по состоянию на июнь 2023 года:
|  |                                      |  |                                   |                                   |                           |  | ещё 10 семейств | ещё 10 семейств |                           |  |                        |  | еще 457 подтвержденных видов и 125 видов, ожидающих подтверждения | еще 457 подтвержденных видов и 125 видов, ожидающих подтверждения |  |
|  |                                      |  |                                   |                                   |                           |  | ещё 10 семейств | ещё 10 семейств |                           |  |                        |  | еще 457 подтвержденных видов и 125 видов, ожидающих подтверждения | еще 457 подтвержденных видов и 125 видов, ожидающих подтверждения |  |
|  |                                      |  |                                   | порядок Астроцветные              |                           |  |                 |                 | род Колокольчик           |  |                        |  |                                                                   |                                                                   |  |
|  |                                      |  |                                   | порядок Астроцветные              |                           |  |                 |                 | род Колокольчик           |  | 1 внутривидовой таксон |  |                                                                   |                                                                   |  |
|  | отдел Цветковые, или Покрытосеменные |  |                                   |                                   | семейство Колокольчиковые |  |                 |                 | Колокольчик широколистный |  |                        |  |                                                                   |                                                                   |  |
|  | отдел Цветковые, или Покрытосеменные |  |                                   |                                   |                           |  |                 |                 |                           |  |                        |  |                                                                   |                                                                   |  |
|  |                                      |  | ещё 63 порядка цветковых растений | ещё 63 порядка цветковых растений |                           |  |                 | ещё 354 рода    | ещё 354 рода              |  |                        |  |                                                                   |                                                                   |  |
|  |                                      |  |                                   | ещё 63 порядка цветковых растений |                           |  |                 |                 | ещё 354 рода              |  |                        |  |                                                                   |                                                                   |  |

### Синонимы
- Campanula brunonis Wall.
- Campanula latifolia f. alba Voss
- Campanula latifolia f. macrantha (Fisch. ex Hornem.) Voss
- Campanula latifolia var. canescens Trautv.
- Campanula latifolia var. eriocarpa (M.Bieb.) Fisch. ex A.DC.
- Campanula latifolia var. intermedia Trautv.
- Campanula latifolia var. leiocarpa Trautv.
- Campanula latifolia var. macrantha (Fisch. ex Hornem.) Sims
- Campanula macrantha Fisch. ex Hornem.
- Campanula macrantha var. polyantha Hook.
- Campanula urticifolia All.
- Drymocodon latifolius Fourr.
- Trachelioides latifolia (L.) Opiz